# KIMI (电影)
是2022年上映的美国惊悚片，由史蒂文·索德伯格执导，大衛·柯普编剧、制片，佐伊·克拉维茨、麗塔·威爾遜主演。故事講述科技公司「杏仁核」的在家上班工作者安琪拉·柴尔玆，专门负责监视兼修正公司開發的智能音箱Kimi设备获得的数据流，但在某天意外被捲入一起暴力袭击事件，她必須設法將危及自己生命的犯人繩之以法。
影片于2022年2月10日上线HBO Max，获得普遍好评，媒體與影評界特別稱讚佐伊·克拉维茨的演出表現。

## 剧情
科技公司杏仁核（Amygdala）首席执行官布拉德利·哈斯林在专访中介绍公司最新产品Kimi。Kimi是一款智能音箱，通过监听用户指令录音改善产品自身搜索算法，因而饱受非议。尽管如此，杏仁核还是计划在近期首次公开募股，到时布拉德利·哈斯林将获得相当可观的收入。
住在西雅图的安琪拉·柴尔玆是杏仁核的员工，在家上班，专门负责监视Kimi设备获得的数据流，对软件进行纠正。安琪拉曾被人攻击，自此患上焦虑症和广场恐惧症，病情更在2019冠状病毒病疫情期间进一步加剧。她平日主要和对街鄰居特瑞联系，对方常上她家做爱。一天上班时，安琪拉听到一条录音，內容意外捕获一起暴力袭击事件。在同事达利乌斯的帮助下，她了解到账号主人是名叫萨曼莎的女子。后续录音显示嫌犯是名叫布拉德的男子，他在不久后谋杀了萨曼莎。而这位布拉德其实就是哈斯林，他雇佣杀手里瓦斯杀掉了萨曼莎。安琪拉将录音放进闪存盘。
安琪拉将事件告诉给上司，对方把她转介给杏仁核的行政人员娜塔莉·乔杜里。安琪拉本想通过电话联系乔杜里，但乔杜里坚持要她来办公室面谈，并答应向联邦调查局通报事件。安琪拉来到办公室，看到乔杜里不愿通报当局，还提到她之前因为心理问题离职的事情，内心很不安。等待联邦调查局过来的时候，安琪拉听到达利乌斯说公司服务器里的萨曼莎录音已被删除，没多久就看到两个神秘男子进了办公室。安琪拉匆忙逃离，步行前往附近的联邦调查局办事处报案，路上被里瓦斯和手下的黑客尤里通过她的电话追踪。
两位男子将安琪拉拖进一辆面包车，但被附近的抗议者上前阻止。尤里侵入安琪拉的手机，从搜索纪录中查到她要去联邦调查局报案。绑匪给安琪拉下毒，把她带回公寓，计划在公寓里杀掉她，并布置成入室行窃的样子作为掩饰。进门的时候，密切观察安琪拉行踪的邻居凯文看到她出门，非常担心，走过来查看，结果被绑匪刺中。安琪拉趁绑匪注意力被分散，跑进家里，却没想到里瓦斯已经埋伏在屋中。里瓦斯收走闪存盘，从安琪拉的笔记本电脑里删掉录音。安琪拉见状，立马呼叫Kimi，再次分散里瓦斯及手下的注意力，趁机从天花板逃到楼上。她从楼上的建筑空间拿到一把射钉枪，改装成武器，用钉枪杀掉入侵者。特瑞到她家的时候，她用Kimi拨打了911报警电话。
布拉德利·哈斯林最终因谋杀萨曼莎被逮捕。剪了新发型的安琪拉和特瑞一起到家门外吃早餐。

## 阵容
- 佐伊·克拉维茨 饰 安琪拉·柴尔兹（Angela Childs）
- 贝茜·布兰特利（英语：Betsy Brantley） 饰 Kimi（配音）
- 麗塔·威爾遜 饰 娜塔莉·乔杜里（Natalie Chowdhury），安琪拉的上司
- 茵地亚·德·比尤福特（英语：India de Beaufort） 饰 莎朗（Sharon）
- 艾米丽·垮罗达（英语：Emily Kuroda） 饰 莎拉·伯恩斯博士（Dr. Sarah Burns）
- 拜伦·鲍尔斯（英语：Byron Bowers） 饰 特瑞·休斯（Terry Hughes）
- 亚历克斯·多布连科（Alex Dobrenko）饰 达利乌斯（Darius）
- 海梅·卡米尔（英语：Jaime Camil） 饰 安东尼·里瓦斯（Antonio Rivas）
- 贾克波·瓦格斯（英语：Jacob Vargas） 饰 戴眼镜的杀手
- 德里克·德尔高迪奥（英语：Derek DelGaudio） 饰 布拉德利·哈斯林（Bradley Hasling），杏仁核公司执行总裁
- 埃里卡·克里斯滕森（英语：Erika Christensen） 饰 萨曼莎·格里蒂（Samantha Gerrity）
- 戴文·雷特瑞（英语：Devin Ratray） 饰 凯文（Kevin）
- 安迪·達利 饰 克里斯蒂安·霍洛威（Christian Holloway）
- 罗萍·吉文斯（英语：Robin Givens） 饰 柴尔兹女士（Mrs. Childs）
- 查尔斯·哈尔福德（英语：Charles Halford） 饰 高个子杀手
- 大卫·韦安（英语：David Wain） 饰 安琪拉的牙医
- 凯莱布·埃默里（Caleb Emery）饰 技术中心员工（Tech Hub Worker）

## 制作
2021年2月25日，消息指史蒂文·索德伯格将执导新线影业电影《KIMI》，佐伊·克拉维茨有望出演。2021年3月，拜伦·鲍尔斯、海梅·卡米尔、贾克波·瓦格斯和德里克·德尔高迪奥加盟剧组。2021年4月，埃里卡·克里斯滕森和戴文·雷特瑞加盟剧组。主体拍摄2021年4月在洛杉矶启动，拍摄戏份多为内景。5月，剧组前往西雅图拍摄外景。

## 发行
影片于2022年2月10日上线HBO Max。

## 评价
影片在汇总媒体烂番茄收获51条评论，新鲜度88%，平均得分7.2/10。网站共识写道：“作为一部带有21世纪风格的合家欢惊悚片，《KIMI》以令人身心愉悦的方式证明了斯蒂文·索德伯格的水准，这很大程度上要归功于佐伊·克拉维茨的出色表演。”Metacritic收录20条评论，打出77/100的平均分，表示“普遍好评”。